# ティート
ティート（イタリア語: Tito）は、イタリア共和国バジリカータ州ポテンツァ県にある、人口約7,400人の基礎自治体（コムーネ）。

## 地理

### 位置・広がり

#### 隣接コムーネ
隣接するコムーネは以下の通り。
- アブリオーラ
- ピチェルノ
- ピニョーラ
- ポテンツァ
- サンタンジェロ・レ・フラッテ
- サッソ・ディ・カスタルダ
- サトリアーノ・ディ・ルカーニア
- サヴォイア・ディ・ルカーニア

## 行政

### 分離集落
ティートには、以下の分離集落（フラツィオーネ）がある。
- Tito Scalo, Radolena, Frascheto, Rione Mancusi